# Massannunziata
Massannunziata, talvolta indicato anche come Massa Annunziata (Massa di la Nunziàta in dialetto catanese), è l'unica frazione di Mascalucia, comune italiano della Città metropolitana di Catania.

## Geografia fisica
Massannunziata è situata nella parte settentrionale del territorio comunale di Mascalucia, di cui è frazione, e dal cui centro dista circa 2,5 km. La frazione è situata a 547 metri sul livello del mare.
Confina a nord con Nicolosi, ad ovest con Belpasso, ad est con contrada Ombra, a sud con il quartiere San Rocco, entrambi siti del territorio di Mascalucia.
Strade più importanti sono la Via del Bosco, che costituisce la principale strada di accesso e di uscita alla frazione, e corrisponde alla SP 10 Catania-Nicolosi, e la Via Mompilieri che corrisponde alla SP 171 Belpasso-Mascalucia. Comprende le contrade Mompilieri e Soccorso.

## Origini del nome
Il toponimo Massannunziata, di tipo composto, deriva dalla presenza, nell'area in cui sorge, della chiesa parrocchiale intitolata al culto mariano dell'Annunciazione, e dal cognome della famiglia Massa, che ne ebbe la signoria in epoca feudale.

## Storia
L'eruzione dell'Etna del 1669, devastò e seppellì decine di centri abitati ad essa circostanti, posti nel versante meridionale, giungendo fino al mare in corrispondenza dei quartieri occidentali di Catania. Tra questi vi fu il casale di Mompileri, che essendo stato completamente sepolto dalla lava emessa dal vulcano, fu ricostruito su un'area pianeggiante più a sud con il nome di Massa Annunziata, in onore ai Massa, suoi feudatari dal 1645.
I Massa dei duchi di Castel di Aci possedettero la borgata fino all'abolizione della feudalità nel Regno di Sicilia nel 1812, che fu successivamente elevata a comune con la riforma amministrativa del 1817 attuata dalla monarchia borbonica nell'isola, ed inserita nel Circondario di Mascalucia. Massannunziata manterrà il suo status di comune fino all'emanazione del Decreto Reale n. 5324 del 15 maggio 1839, con cui venne decisa la sua soppressione ed aggregazione al vicino comune di Mascalucia, divenendone da allora frazione.
La soppressione del comune di Massannunziata comportò anche il declino della medesima, che, se alla fine del XVIII secolo contava poco meno di 500 abitanti, vide calare la sua popolazione entro la metà XIX secolo a circa 300 unità, per poi calare ulteriormente negli anni successivi stabilizzandosi a poco più di 200 unità fino agli anni sessanta del XX secolo.
Nel 1906, una lieve scossa sismica provocata dall'Etna interessò i comuni del versante centromeridionale, ma la scossa di intensità più forte fu registrata a Massannunziata, dove alcuni edifici furono danneggiati senza tuttavia provocare vittime.
Fino agli anni settanta del XX secolo, Massannunziata mantenne le sue caratteristiche di piccolo borgo agricolo, e nel contempo cominciò a diventare località di villeggiatura di molte famiglie catanesi che vi fecero costruire le proprie seconde case, perlopiù villette. Nel decennio successivo, la costruzione di nuovi fabbricati ad uso residenziale e di nuove strade, soprattutto a Mompileri, fu accompagnata da un sostenuto incremento demografico - che nel complesso interessò tutta Mascalucia - senza precedenti nella storia della borgata etnea, che agli inizi del XXI secolo cominciava a contare una popolazione di oltre 10.000 abitanti.

## Cultura

### Istruzione
A Massannunziata sono presenti scuole di istruzione primaria e secondaria.Tra il 2000 e il 2013 ha ospitato nei locali del pime un plesso del liceo classico di Mascalucia.

## Monumenti e luoghi d'interesse

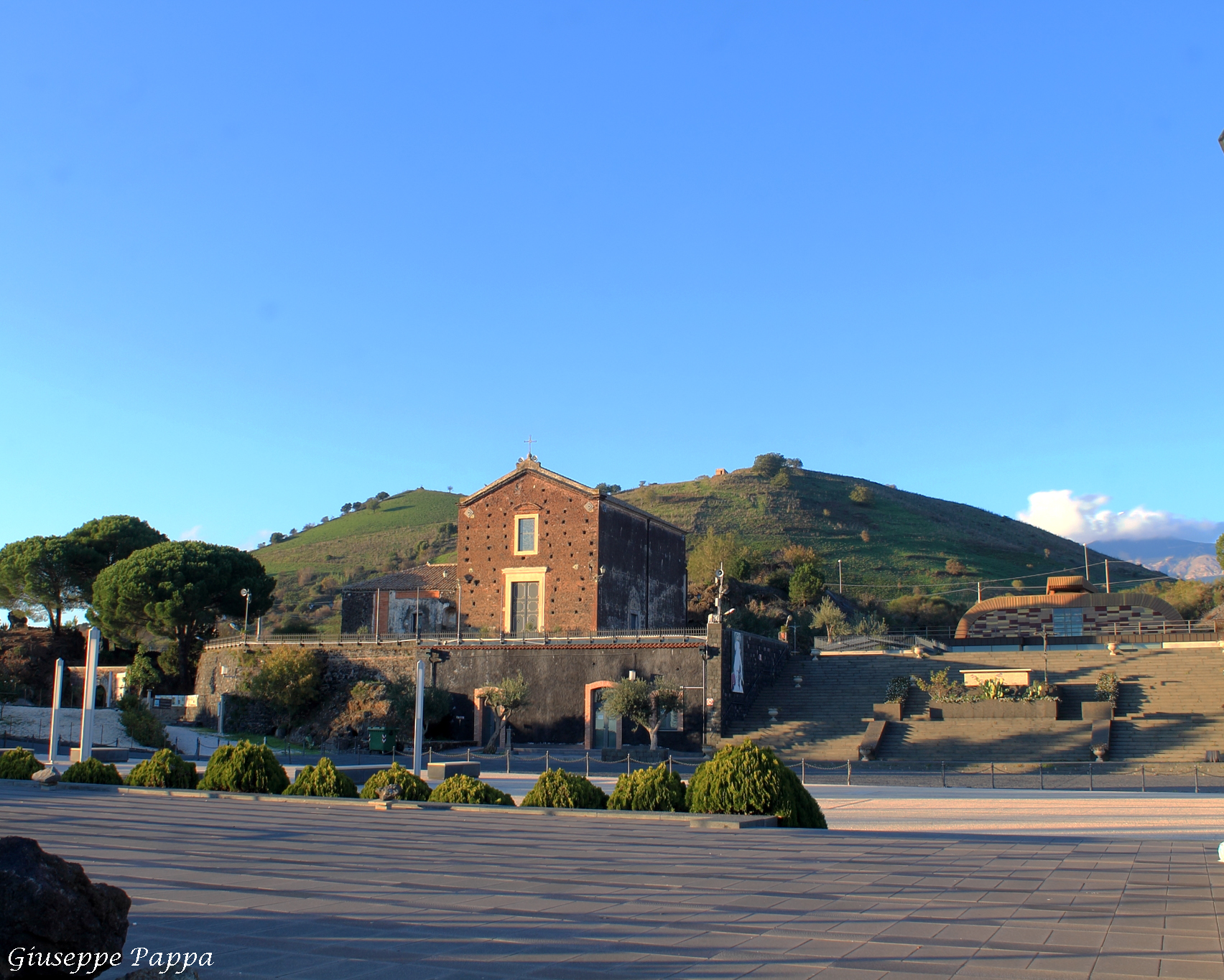
Il Santuario della Madonna della Sciara in Mompilieri

Il nucleo antico di Massannunziata, molto piccolo, è caratterizzato da piccole case rurali e da strade strette, e nella piazzetta centrale si trova ubicata la Chiesa di Maria Santissima Annunziata, costruita nel 1683 per opera dei Massa su richiesta degli abitanti. Inizialmente intitolata a San Giuseppe, ospita il culto di San Michele Arcangelo, patrono della frazione.
Nella località Mompileri, delle numerose chiese esistenti fino all'eruzione del 1669, oggi ne rimane soltanto una, il Santuario Madonna della Sciara in Mompilieri, di antichissime origini, edificata tra il X e l'XI secolo. In contrada Soccorso, nella parte sudoccidentale, sorge l'antica Chiesa della Beata Vergine del Soccorso, che fu risparmiata dalla colata lavica del 1669.
Tra le architetture civili, la più significativa è la ex Villa Buscemi, situata all'ingresso sud della frazione, costruita tra la fine del XIX secolo e l'inizio del XX, dal 2009 sede della delegazione comunale.In altre parti della stessa struttura è aperta al pubblico una sezione della biblioteca sin dal 2000.
Nel 1998 due ville sequestrate dallo stato alla criminalità organizzata, dopo il trasferimento al comune, sono divenute sede di sezione locale della croce rossa italiana e del dipartimento di protezione civile. 
Dal 1954 al 2020 a Massannunziata si trovava una sede del Pontificio istituto missioni estere.

## Economia
In passato Massannunziata fu centro agricolo in cui avveniva la coltivazione dei pistacchi, e la produzione del vino.
Sono presenti poche attività commerciali.

## Sport

### Impianti sportivi
A Massannunziata sorge il campo sportivo "Turi Guglielmino", inaugurato nel 1996, dotato di tribunette e di pista di atletica, che dal 2005 al 2011 è stato il campo di allenamento della squadra del Calcio Catania, allo stato attuale in condizioni di abbandono e degrado.

## Infrastrutture e trasporti
La frazione mascaluciese è servita dai mezzi pubblici dell'Azienda Siciliana Trasporti, poiché vi transitano gli autobus di linea diretti a Nicolosi.